# 范芷綺
范芷綺 （Chihchi Fan）台灣影視編劇、文字工作者。2022年他與嚴藝文、黃小貓以《俗女養成記2》共同獲得第57屆金鐘獎『戲劇節目編劇獎』。

## 歷年影視作品
- 2000 年，電影《晴天娃娃》協力編劇
- 2010 年，電影《天堂之吻》協力編劇
- 2018 年，《歲歲年年》協力編劇
- 2018 年，《雙城故事》編劇
- 2019 年，《俗女養成記》編劇
- 2020 年，《戒指流浪記》編劇
- 2021 年，《俗女養成記 二》編劇
- 2022年，電影《詐團圓》編劇

## 其他資料
- 1998 年， 小說《晴天娃娃》獲新聞局輔導金改拍電影
- 2018 年，《雙城故事》入圍第54屆金鐘獎戲劇節目編劇獎
- 2019 年，《俗女養成記》入圍第55屆金鐘獎迷你劇集／電視電影編劇獎
- 2020年，《戒指流浪記》入圍第56屆金鐘獎迷你劇集／電視電影編劇獎
- 2020 年，《看看你有多愛我》獲第11屆電視戲劇劇本獎 優等
- 2020 年，《模範屍母》入選第九屆華文編劇駐市計畫補助
- 2020 年，《倖存者》獲第二屆野草計畫 故事創意首獎
- 2021 年，《看看你有多愛我》入選2021金馬創投劇集企劃
- 2022 年，《新娘鎮》入選2022金馬創投劇集企劃
- 2022 年，《俗女養成記2》獲得第57屆金鐘獎戲劇節目編劇獎